# Montia dichotoma
Montia dichotoma är en källörtsväxtart som först beskrevs av Thomas Nuttall, och fick sitt nu gällande namn av T.J. Howell. Montia dichotoma ingår i släktet källörter, och familjen källörtsväxter. Inga underarter finns listade i Catalogue of Life.